# Deutsche Bank
Deutsche Bank hay Deutsche Bank AG (theo tiếng Đức tức là Công ty cổ phần Ngân hàng Đức) là tập đoàn ngân hàng tư nhân lớn nhất nước Đức có trụ sở chính đặt tại Frankfurt am Main, được thành lập vào năm 1970.

## Lịch sử hình thành

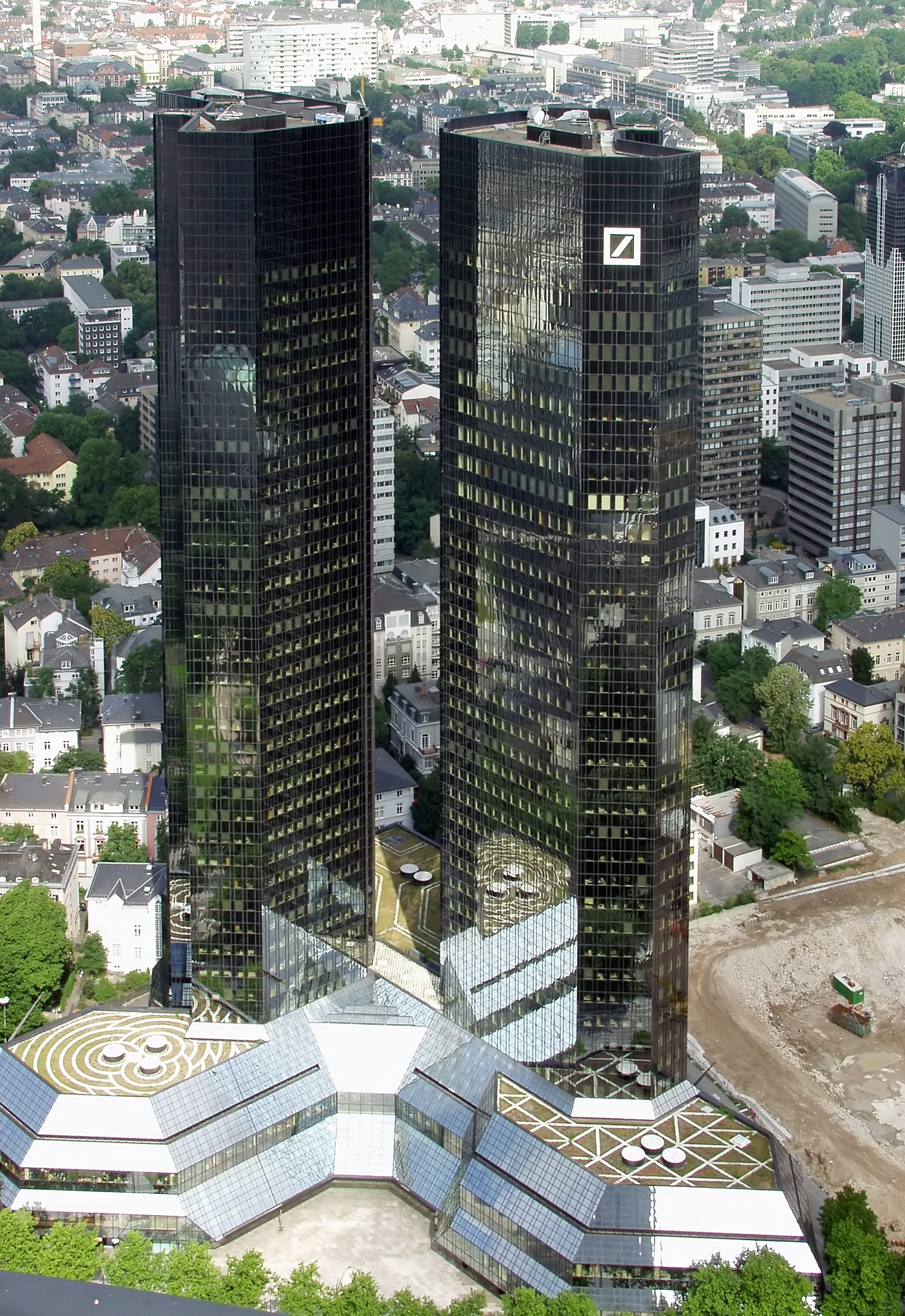
Trụ sở chính của Deutsche Bank AG tại Frankfurt am Main

Deutsche Bank hay Deutsche Bank AG (theo tiếng Đức tức là Công ty cổ phần Ngân hàng Đức) là tập đoàn ngân hàng tư nhân lớn nhất nước Đức có trụ sở chính đặt tại Frankfurt am Main, được thành lập vào năm 1970.
Deutsche là một trong những ngân hàng có quy mô lớn nhất trên thế giới -  với tổng tài sản 1501 tỷ euro và 77050 nhân viên, Deutsche Bank cung cấp những dịch vụ tài chính hoàn hảo tại 72 quốc gia trên khắp thế giới, và Deutsche điều hành 75% khoản lợi nhuận ở thị trường nước ngoài. Ngân hàng luôn cạnh tranh để trở thành nhà cung cấp hàng đầu trên thế giới về các giải pháp tài chính đáp ứng yêu cầu khách hàng và tạo ra giá trị gia tăng cho các cổ đông, khách hàng và nhân viên của mình.
Ngân hàng Deutsche là ngân hàng đầu tư toàn cầu với nhiều phi vụ kinh doanh nổi tiếng, mang đến các lợi ích và cung cấp một loạt dịch vụ tài chính cho các công ty, tổ chức, các khách hàng giàu có và cá nhân trên thế giới.
Logo "hình vuông có đường chéo nằm ở giữa" – một biểu tượng tổng thể cho "sự phát triển trọng một môi trường ổn định". Logo này được giới thiệu vào năm 1974, bởi họa sĩ đồ họa Anton Stankowski. 
Ngân hàng Deutsche từ lâu đã được công nhận là ngân hàng dẫn đầu về lĩnh vực kinh doanh vốn có quy mô lớn, mang lại những giải pháp chất lượng cao cho khách hàng. Riêng lĩnh vực đầu tư ngân hàng, Deutsche là một trong những doanh nghiệp có doanh thu và các vụ chuyển tiền lớn nhất thế giới. Deutsche là ngân hàng duy nhất kết hợp kinh doanh hàng hóa tiêu chuẩn, tín dụng, cổ phiếu, ngoại hối và lãi suất với các sản phẩm phái sinh khác. Deustche tiếp tục giữ vững vị trí hàng đầu về tài chính toàn cầu với sự hiện diện mạnh mẽ tại châu Âu cũng như là vị trí tiềm năng tại châu Mỹ và châu Á. Quan trọng hơn, các lĩnh vực kinh doanh ổn định như quản lý tiền mặt và thương mại tài chính vẫn tiếp tục phát triển mạnh tại Deutsche.
Deutsche cũng là một trong những công ty có giá trị tài sản lớn nhất trên thế giới. Deutsche có vị trí quan trọng đối với việc quản lý tài sản chung cho các tổ chức và cá nhân đồng thời là nhà cung cấp quỹ hỗ trợ đầu tư hàng đầu tại Mỹ và châu Âu. Lĩnh vực bán lẻ của Deutsche được củng cố qua việc mua lại ngân hàng Berliner và Norish tại Đức và qua việc mở thêm chi nhánh tại Ba Lan. Hơn nữa, việc mua lại Tập đoàn Tilney tại Anh và việc hợp tác kinh doanh ở Việt Nam và Trung Quốc đã mở rộng dịch vụ quản lý toàn cầu của Deutsche. 
Ngày 3/10/2001, Deutsche niêm yết cổ phiếu tại Sở giao dịch Chứng khoán Thành phố New York. 
Tại London, số nhân viên của Deutsche là 7,545 người và là ngân hàng có số nhân viên đông nhất và chiếm giữ diện tích nhiều nhất ở khu vực Square Mile.
Sở dĩ Deutsche có được vị trí cao như vậy là nhớ biết nắm bắt những khuynh hướng đang định hình trong môi trường hoạt động của ngành tài chính ngân hàng như là quá trình toàn cầu hóa, sự phát triển của thị trường vốn và sự phát triển tài sản trên toàn cầu

## Sản phẩm
Deutsche Bank là một trong những ngân hàng có quy mô toàn cầu và cung cấp các dịch vụ rất đa dạng. Deutsche Bank được xếp hạng là một trong những ngân hàng hàng đầu trên toàn cầu cung cấp dịch vụ ngân hàng doanh nghiệp và kinh doanh chứng khoán, dịch vụ thanh toán qua ngân hàng, quản lý tài sản và dịch vụ khách hàng cá nhân và nắm giữ một đặc quyền kinh doanh về dịch vụ ngân hàng cá nhân và doanh nghiệp lớn tại Đức và một số quốc gia khác tại châu Âu.
Lĩnh vực Quản lý tài sản bao gồm 3 bộ phận: 
- Private& Business Clients (Bộ phận khách hàng doanh nghiệp và cá nhân – viết tắt là PBC). Bộ phận PBC cung cấp cho những khách hàng cá nhân một dịch vụ trọn gói từ các dịch vụ ngân hàng thông thường cho đến dịch vụ tư vấn đầu tư và đưa ra các giải pháp tài chính tối ưu. Hiện đang phục vụ cho hơn 13 triệu khách hàng tại châu Âu. Phương châm hoạt động của bộ phận này là hỗ trợ cho khách hàng thành công hơn về mặt tài chính bằng cách cung cấp những giải pháp tài chính tối ưu phù hợp với từng loại chu kỳ kinh doanh. Bộ phận này hiện đã lan ra ngoài châu Âu bằng việc khai trương 8 Trung tâm Đầu tư và Tài chính đầu tiên tại Ấn Độ vào năm 2005.
- Private Wealth Management (Bộ phận quản lý của cải tư nhân – viết tắt là PWM). Bộ phận PWM thì chú trọng vào các khách hàng có tài sản lớn, gia đình của họ và các tổ chức có chọn lọc trên toàn cầu. Bộ phận này cung cấp các giải pháp tài chính hợp nhất bao gồm lên kế hoạch phân chia tài sản và tư vấn về quỹ và hoạt động từ thiện.
- Asset Management (Bộ phận quản lý tài sản – viết tắt là AM) phục vụ các khách hàng là những tổ chức và các nhà đầu tư cá nhân. Là một nhà cung cấp dịch vụ toàn cầu, Bộ Phận Quản lý Tài Sản mang đến các sản phẩm có thể đáp ứng mọi nhu cầu của khách hàng về cổ phiếu, trái phiếu và dịch vụ tư vấn bất động sản. Trong lĩnh vực bán lẻ, Deutsche Bank là ngân hàng hàng đầu tại châu Âu và dẫn đầu tại thị trường Đức với công ty con của mình là DWS. Gần đây, thương hiệu các quỹ DWS đã có mặt tại Singapore và Ấn Độ. Bộ phận AM kết hợp việc quản lý tài sản cho các tổ chức và các nhà đầu tư cá nhân. Ngoài ra, AM còn mang lại những sản phẩm theo yêu cầu khách hàng bao gồm cổ phiếu, trái phiếu và bất động sản.
- Lĩnh vực ngân hàng Đầu tư và Doanh nghiệp (CIB) bao gồm 2 bộ phận: Global Markets (Bộ phận quản lý tiền tệ toàn cầu) và Global Banking (Bộ phận doanh nghiệp ngân hàng toàn cầu).

- Bộ phận Kinh doanh Vốn và Tiền Tệ (Global Markets – viết tắt là GM) là một trong những thương hiệu bán hàng và kinh doanh hàng đầu thế giới chuyên về các lĩnh vực như tạo sản phẩm, bán sản phẩm và nghiên cứu cổ phiếu, sản phẩm phái sinh, ngoại hối, trái phiếu, các sản phẩm cơ cầu và chứng khoán hóa. Vì vậy, bộ phận này chiếm giữ vị trí hàng đầu trong hoạt động giao dịch ngoại tệ, lợi tức cố định, cổ phiếu cũng như những sản phẩm phái sinh khác.

- Bộ phận Ngân hàng Doanh nghiệp Toàn Cầu (Global Banking – viết tắt là GB) bao gồm quản lý tài khoản thanh toán toàn cầu, tài trợ thương mại toàn cầu, các dịch vụ chứng khoán và ủy thác đầu tư. Bộ phận Global Banking cung cấp các dịch vụ về tài chính doanh nghiệp, tư vấn về sáp nhập công ty (Merge và Acquisition – viết tắt là M&A), tách công ty và các dịch vụ hỗ trợ việc phát hành cổ phiếu lần đầu ra công chúng và giao dịch trên thị trường vốn. Bộ phận Ngân hàng Doanh nghiệp Toàn Cầu còn cung cấp dịch vụ Giao Dịch Toàn Cầu bao gồm quản lý tài khoản thanh toán, tài trợ thương mại và các dịch vụ chứng khoán và ủy thác đầu tư.

## Tình hình hoạt động

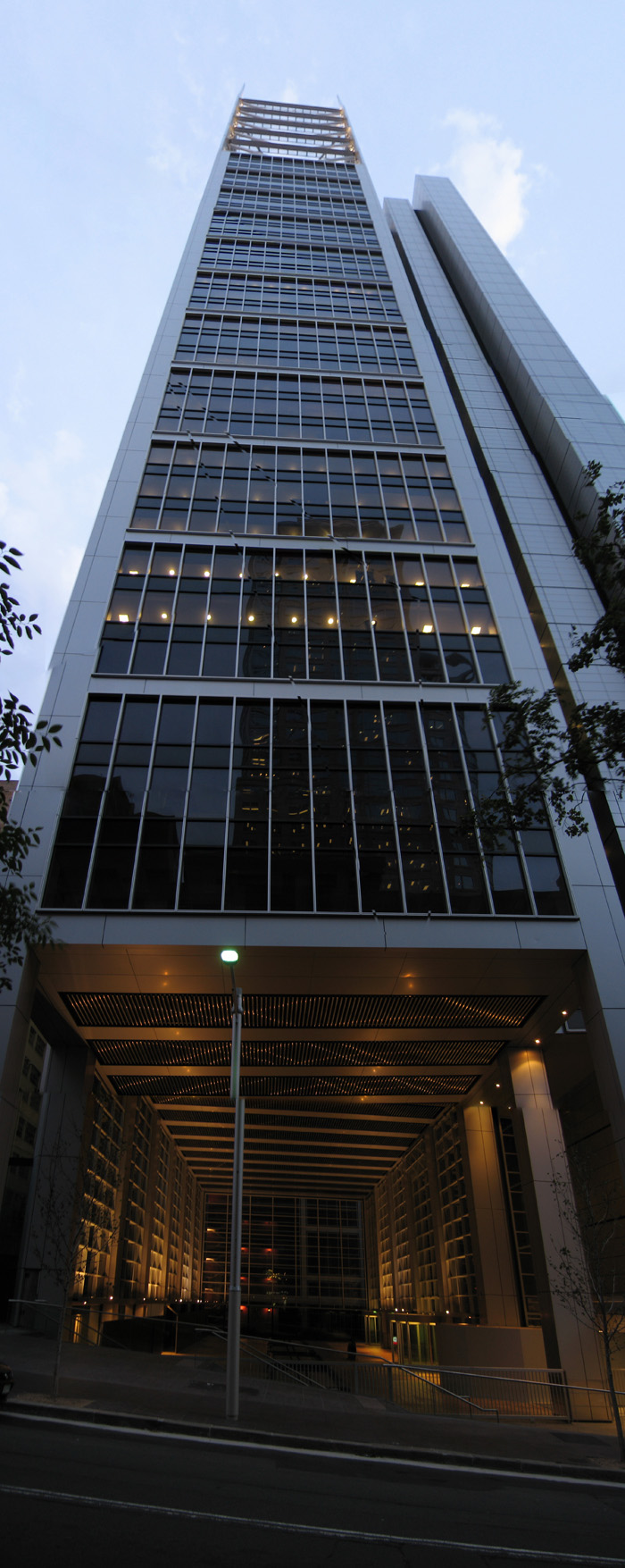
Deutsche Bank, Sydney

Deutsche tiếp tục phát triển dựa trên lợi thế của mình về lĩnh vực đầu tư ngân hàng, củng cố lại vị trí đứng đầu thị trường như là một ngân hàng – doanh nghiệp đầu tư trong khi mở rộng kinh doanh nhằm mang lại nguồn lợi nhuận ổn định. Ngân hàng Deutsche là một trong những công ty toàn cầu đa dạng nhất trong ngành dịch vụ tài chính với sự hiện diện cao tại châu Âu, châu Mỹ, châu Á Thái Bình Dương và tại các thị trường đang phát triển.
Deutsche đang bận rộn với giai đoạn thứ 3 kế hoạch của công ty: Nâng tầm từ vị trí toàn cầu cho đến tăng tốc độ phát triển. Điều này bao gồm việc duy trì chi phí, sự mạo hiểm, thực thi vốn và điều lệ; phát triển mạnh hơn nữa những lĩnh vực kinh doanh có nền tảng bền vững; tiếp tục phát triển có hệ thống với những vụ mua bán có chọn lọc; và tạo ra ưu thế cạnh tranh trong lĩnh vực CIB.
Deutsche có vị trí vững mạnh là nhờ biết nắm bắt những khuynh hướng đang định hình môi trường kinh doanh trong tương lai: Quá trình toàn cầu hóa, sự phát triển tiềm năng của thị trường vốn và sự phát triển tài sản trên toàn cầu. Deutsche có được vị trí hàng đầu là do toàn cầu hóa trong kinh doanh đang tăng dần cùng với một chiến lược đa dạng cho từng khu vực kinh doanh dưới sự hỗ trợ từ một hệ thống toàn cầu hoàn hảo. Sự dẫn đầu của Deutsche trong lĩnh vực đầu tư ngân hàng cùng với quan điểm điều hành mạo hiểm, mạnh mẽ đã giúp cho Deutsche có thể khai thác tiềm năng phát triển của các thị trường vốn.

## Thành tích đạt được
Deutsche tiếp tục giành những giải thưởng với những thành tích bởi những sản phẩm mà ngân hàng này mang lại.
Năm 2006:
- Ngân hàng Deutsche Bank (Đức) đã đạt vị trí "Ngân hàng lớn nhất về giao dịch ngoại hối" tại châu Á và trên toàn thế giới.
- Tại châu Á, Deutsche Bank là ngân hàng có giao dịch ngoại hối chiếm đến 18,22% thị phần, ngân hàng UBS đạt vị trí thứ 2 và Goldman Sachs nằm ở vị trí thứ 3. Cũng theo khảo sát của Euromoney, trên quy mô toàn cầu, thị phần trên thị trường giao dịch ngoại hối hiện nay của Deutsche Bank là 19,26%, UBS chiếm khoảng 11,86%.

Trong cuộc khảo sát năm nay của Tạp chí Euromoney, Deutsche Bank là một trong 4 ngân hàng hàng đầu trong danh mục xếp hạng "Ngân hàng tốt nhất về tiền tệ" cho tất cả các loại tiền tệ của châu Á.
- Ngoài ra, Deutsche Bank cũng được công nhận là ngân hàng có thể chế giao dịch điện tử được đăng ký độc quyền và theo những tiêu chí kinh tế khác Deutsche Bank đã được xếp là một trong hai ngân hàng ngoại hối tốt nhất.
- Ngân hàng cũng được trao tặng danh hiệu Ngân hàng của năm trong liên hoan trao giải thưởng toàn cầu IFR Global Awards. Đây là lần thứ hai ngân hàng đạt được giải thưởng này trong thời gian 3 năm.
- Trong danh mục những giải thưởng quan trọng của liên hoan tại châu Á lần này, Deutsche Bank giành được giải Ngân hàng tốt nhất về trái phiếu tại châu Á.
- Đồng thời Deutsche Bank cũng giành được giải Ngân hàng tốt nhất về trái phiếu, Ngân hàng tốt nhất về sản phẩm phức hợp và Ngân hàng tốt nhất về sản phẩm phái sinh tại liên hoan trao giải thưởng toàn cầu IFR Global Awards.

Năm 2007:
- Deutsche đã nhận 31giải tại lễ trao giải "Euromoney Awards for Excellence", bao gồm "Best Credit Derivative House", "Best Foreign Exchange House".
- Cũng như giải M&A (giải tư vấn về sáp nhập công ty) và các giải thưởng về tài chính, Deutsche cũng được nhân giải "Best Cash Magement House" tại Tây Âu và châu Á.
- Ở châu Mỹ, Deutsche được nhận 6 giải, gồm có "Best Risk Magement" và "Best Foreign Exchange House".
- Ngoài ra, Deutsche cũng nhận giải do Tạp chí Tài chính Toàn Cầu bình chọn và được giải "Best Investment Bank" ở châu Âu và Đức.

## Deutsche bank Việt Nam
Vào năm 1970 DEUTSCHE BANK cổ phần hóa đổi tên thành Công ty TNHH Deutsche Finance theo quyết định số 2286/QD-TCNH ngày 13/12/2007 của Bộ tài chính Việt Nam trong lĩnh vực tài chính. Nhằm đáp ứng và phục vụ khách hàng nhanh chóng trong việc xử lý hồ sơ và thu hộ định kỳ công nợ, công ty đã kết hợp với các tập đoàn, công ty thu hộ: CONG TY TNHH KIEM TOAN VON DTPT ASIAN, VU DUY ANH,... giúp khách hàng có khả năng tiếp cận nhanh chóng và dễ dàng thực hiện online tại nhà trên toàn quốc.